# Zahodni Vej
Vej, v zgodovinopisju znan kot Zahodni Vej (kitajsko: 西魏; pinjin: Xī Wèi), je bil kitajska cesarska dinastija, ki je prišla na oblast po razpadu Severnega Veja. Bila je ena od severnih dinastij v obdobju severnih in južnih dinastij. Od leta 535 do 557 je vladala zahodnem delu severne Kitajske.  Vladajoča družina Zahodnega Veja je bila iz klana  Tuoba iz Šianbeja, tako ko pred tem v Severnem Veju. 

## Zgodovina
Potem ko je šianbejski general Juven Tai ubil cesarja severnega Veja Juan Šiuja, je za cesarja Zahodnega Veja postavil Juan Baojuja, neuradni vladar pa je bil kar on. Čeprav je bil Zahodni Vej tako po ozemlju kot po številu prebivalcev manjši od Vzhodnega Veja, se je uspešno upiral napadom vzhodnega cesarstva, predvsem v bitki pri Šajuanu leta 537. Zaradi boljših gospodarskih pogojev je Zahodni Vej kasneje osvojil ves zahodni del cesarstva Liang in zasedel ozemlje sodobnega Sečuana. Leta 557 je Juven Taijev nečak Juven Hu odstavil cesarja Gonga in na prestol postavil Juven Taijevega sina Juven Džueja, s čimer je končal Zahodni Vej in začel Severni Džov. 

## Vera in umetnost
V Zahodnem Veju sta cvetela budizem in budistična umetnost, čeprav je dinastija vladala samo dvaindvajset let. Zahodni Vej je odprl Jame Mogao v Dunhuangu in Jame v Maidžišanu.
- Ščitonosec severnih dinastij
- Uradnik Zahodnega Veja (535–557)
- Bodisatva Avalokiteśvara, Zahodni Vej. Muzej Guimet
- Del stele v obliki pagode, Zahodni Vej ali Severni Džov (sredina 6. stoletja)
- Zgodba o petsto roparjih, Jame Mogao
- Igralec na pipo, Jame Mogao

## Vladarji
| Posmrtno ime              | Osebno ime  | Vladanje | Obdobje               |
| ------------------------- | ----------- | -------- | --------------------- |
| Cesar Ven Zahodnega Veja  | Juan Baodžu | 535–551  | Datong (大統) 535–551 |
| Cesar Fej Zahodnega Veja  | Juan Čin    | 551–554  | –                     |
| Cesar Gong Zahodnega Veja | Tuoba Kuo   | 554–557  | –                     |

## Vira
- Zgodovina Severnih dinastij.
- Zizhi Tongjian.